# Тарнопольский, Абрам Исаакович
Абрам Исаакович Тарнопольский (1912—1944) — командир батальона 234-го гвардейского стрелкового полка 76-й гвардейской стрелковой дивизии 61-й армии Центрального фронта, гвардии капитан. Герой Советского Союза.

## Биография
Родился 18 апреля 1912 года в городе Нежин ныне Черниговской области Украины в семье рабочего. Еврей.
Окончил 9 классов. Работал старшим госавтоинспектором в Москве. Член ВКП(б) с 1943 года.
В Красной армии в 1934—1937 годах и с ноября 1941 года. В 1942 году окончил курсы усовершенствования командного состава. Участник Великой Отечественной войны с июня 1942 года.
Батальон 234-го гвардейского стрелкового полка под командованием гвардии капитана Абрама Тарнопольского форсировал 28 сентября 1943 года реку Днепр в районе села Мысы Репкинского района Черниговской области Украины, захватил и удерживал плацдарм, обеспечивая переправу полка.
Указом Президиума Верховного Совета СССР «О присвоении звания Героя Советского Союза генералам, офицерскому, сержантскому и рядовому составу Красной Армии» от 15 января 1944 года за «образцовое выполнение боевых заданий командования по форсированию реки Днепр и проявленные при этом мужество и героизм» гвардии капитану Тарнопольскому Абраму Исааковичу присвоено звание Героя Советского Союза с вручением ордена Ленина и медали «Золотая Звезда».
Гвардии майор А. И. Тарнопольский погиб в бою под Брестом 27 июля 1944 года. Похоронен в Бресте в братской могиле в парке 1 Мая.
Награждён орденами Ленина, Отечественной войны 1-й степени, Красной Звезды. В городе Бресте установлен бюст. В 2005 году именем Героя Советского Союза А. И. Тарнопольского названа улица в Бресте. Мемориальная доска установлена на здании школы в городе Нежин.